# Bais, Filippinerna

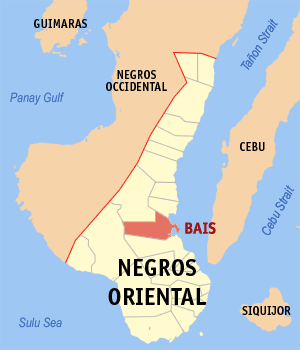
Bais Citys läge i provinsen Negros Oriental.

Bais är en stad i Filippinerna. Den är belägen i provinsen Negros Oriental i regionen Centrala Visayas och hade 74 702 invånare vid folkräkningen 2007. Staden är indelad i 35 smådistrikt, barangayer, varav endast två är klassificerade som urbana.